# Formica hemipsila
Formica hemipsila é uma espécie de formiga do gênero Formica, pertencente à subfamília Formicinae.